# Georgij Mikhailovitj af Rusland (1863-1919)
Storfyrst Georgij Mikhailovitj af Rusland (russisk: Георгий Михайлович Рома́нов) (23. august 1863 – 28. januar 1919) var en russisk storfyrste, der var søn af storfyrst Mikhail Nikolajevitj af Rusland og prinsesse Cecilie af Baden. Storfyrst Georgij blev myrdet af bolsjevikkerne under den Russiske Revolution.